# All You Need Is Now (chanson)
Singles de Duran Duran
Falling Down
(2007) Girl Panic!
(2011)
All You Need Is Now est une chanson du groupe anglais Duran Duran, sortie en single en 2010. C'est le premier extrait de l'album studio du même nom, également sorti en 2010.

## Historique
Le producteur de l'album Mark Ronson déclarera que cette chanson est l'une de ses chansons préférées de la carrière de Duran Duran.
La chanson sera utilisée pour la campagne publicitaire Be Iconic de Dior avec Kate Moss.

## Clip
Le clip est réalisé par Nick Egan, qui avait déjà collaboré avec le groupe pour Ordinary World (1992), Perfect Day et White Lines (1995). Le tournage a lieu à Londres en novembre 2010. La vidéo est dévoilée le 21 décembre 2010,. Le clip est partiellement en noir et blanc.
En décembre 2010, un concours de vidéos autour de l'album est lancé par Genero TV. Les vainqueurs pour ce morceau sont Andrea Benitez, Gonzalo Tugas, Hissora Linse et Luber Mujica.

## Liste des titres
CD single au Royaume-Uni
1. All You Need Is Now (edit) - 4:34
2. All You Need Is Now (Youth Kills Mix) - 4:55

CD promotionnel
1. All You Need Is Now (version album) - 4:33
2. All You Need Is Now (Cut To The Chase Mix) - (3:38
3. All You Need Is Now (R2V2 Mix) - 3:47
4. All You Need Is Now (R2V2 But Longer Mix) - 4:34

## Différentes versions
- Version album
- Cut To The Chase Mix
- R2V2 Mix
- R2V2 But Longer Mix
- Youth Kills Mix
- Youth Kills Alt Doom Mix
- Tom Middleton Cosmos Remix
- Pablo La Rosa Remix
- R2V2 Remix
- New Radio Mix

## Classements
| Pays et classement (2010-2011) | Meilleure position |
| ------------------------------ | ------------------ |
| Belgique - Wallonie            | 29                 |
| Italie                         | 20                 |
| Royaume-Uni                    | 38                 |
| Slovaquie                      | 70                 |

## Crédits
Duran Duran
- Nick Rhodes : claviers
- Simon Le Bon : chant principal
- John Taylor : guitare basse, chœurs
- Roger Taylor : batterie

Autres
- Mark Ronson : production
- Dom Brown : guitare, chœurs
- Mark Stent : mixage